# With a Little Help from My Friends
«With a Little Help from My Friends» (en español: «Con una pequeña ayuda de mis amigos») es una canción escrita por Lennon-McCartney, grabado y cantado por el baterista Ringo Starr, y publicado por la banda de rock The Beatles, lanzado al mercado el 26 de mayo de 1967 para el álbum Sgt. Pepper's Lonely Hearts Club Band.  La canción fue tres veces número uno en los registros musicales británicos para sencillos y se situó en el puesto número 304 en la lista de "Las 500 mejores canciones de todos los tiempos", publicada por la revista Rolling Stone.

## Orígenes
Lennon y McCartney insistieron en que Ringo cantara la canción, incluyendo la alta nota del final. Paul comenzó a escribirla y John terminó de escribir a mediados de marzo de 1967. Ringo se sentía inseguro para cantar la nota alta final, pero George, John y Paul lo animaron durante toda la sesión para que lo haga, y finalmente lo hizo, celebrando con whisky en la madrugada de marzo de 1967.
La canción aparentemente es una conversación entre el cantante y un grupo de gente. Por ejemplo, en el fragmento "Would you believe in a love at first sight/Yes I'm certain that it happens all the time", los otros tres Beatles cantan la primera línea, y Starr contesta en la siguiente.
La banda acabó de grabar la canción el día en el que posaron para la cubierta del álbum Sgt. Pepper's Lonely Hearts Club Band".
Un título preliminar para la canción fue "Bad finger Boogie", esto debido a que Lennon la compuso al piano tocando sin el dedo índice, que se había lastimado. Posteriormente la banda antes conocida como The Iveys, tomó este nombre como inspiración, Badfinger, con el que alcanzó fama internacional. 
Esta canción fue escrita en la casa de Londres en Weybridge de John, probablemente entre el 23 y 29 de marzo de 1967, a pesar de que algunas partes del inicio y el final fueron grabadas dos meses antes. "With a Little Help from My Friends"  era en realidad la última canción compuesta para el álbum.
Debido a que Ringo era concebido obligatoriamente como centro de atención, ya que era la voz principal, la canción era simple con notas no muy altas, fácil de cantar, atractiva y con la personalidad de Ringo. Paul tuvo en mente lanzar a Ringo como Billy Shears a modo de imitación para la singularidad del álbum, y la canción es a la vez un homenaje al estilo afable de Ringo, y una admisión astuta de la idea que Ringo "necesitaba de la ayuda de sus amigos a menudo en la banda".

## Grabación
La grabación para esta canción fue un asunto relativamente simple, a partir de la sesión de toda la noche del 29 de marzo de 1967, después el trabajo se completó en Good Morning Good Morning y se añadieron los efectos del órgano en la mitad de Being for the Benefit of Mr. Kite. Al día siguiente, después de la sesión fotográfica para el famosísimo Sgt. Pepper's Lonely Hearts Club Band, terminaron añadiendo algunos instrumentos y detalles.
La última nota de la canción, apoyada en la palabra "friends", fue la nota más alta que Ringo haya grabado. Al comienzo tuvo dificultad para llegar a la nota, pero luego de varios intentos y con el apoyo de los otros tres Beatles finalmente lo logró.

## Personal
- Ringo Starr - voz principal, batería (Ludwig Super Classic) y pandereta.
- Paul McCartney - bajo (Rickenbacker 4001s), piano (Steinway Vertegrand Upright Piano) y coros.
- John Lennon - cencerro y coros.
- George Harrison - guitarra eléctrica (Fender Stratocaster).

con:
- George Martin - órgano (Hammond BT-3).

Personal por Ian McDonald.

## Composición y repercusiones
- La segunda línea original de la canción era "Would you throw tomatoes at me", pero Ringo se opuso, por temor a que le tiraran tomates, si alguna vez presentaran la canción en vivo, ya los fanes de The Beatles solían lanzarle al escenario frijoles de gelatina, juguetes, encendedores y otros regalos, como una equivocada muestra de afecto.
- John y Paul, ambos han admitido que la línea "What do you see when you turn out the light/I can't tell you, but I know it is mine", una copla sugerida por John, fue mientras bromeaban sobre la masturbación, y salió como frase y luego como línea decisiva para la canción.
- Aunque The Beatles siempre han evitado hablar sobre la frase "get high", fueron sin duda conscientes del doble sentido de la frase. El vicepresidente de los Estados Unidos de ese entonces, Spiro Agnew, claro no-fan del rock sostuvo que la banda quiso decir "high" en el sentido ilegal, y que los "amigos" eran en vez de eso, farmacéuticos.[3]
- La banda The Iveys cambió su nombre cuando escuchó el título "Badfinger", original nombre de la canción.
- Algunos creyentes de la leyenda Paul está muerto, insistieron en que Billy Shears se pronunciaba en realidad "Billy is Here" (Billy está aquí) en referencia al "falso Paul", y que en realidad era William Campbell.

## Versiones
Hay muchas interpretaciones de la canción y ha alcanzado el número uno en las listas de sencillos del Reino Unido tres veces, con Joe Cocker en 1969, Wet Wet Wet en 1988 y Sam and Mark en 2004 y una versión Reggae hecha por el grupo Easy Star All-Stars (2009). En el año 2010 el grupo argentino Divididos lanzó una interpretación propia en su versión vinilo del álbum Amapola del 66. Además de los artistas mencionados muchos otros interpretaron la canción, tales como: Peter Frampton, The Bee Gees,  Rita Lee, Cheap Trick, Santana, Shinedown, Skid Row, Barbra Streisand, The Beach Boys, Bon Jovi, Jeff Lynne e incluso la interpretan The Muppets en The Muppet Show 2.

### Versión de Joe Cocker
La versión de Joe Cocker, lanzada en octubre de 1968 en el Reino Unido, fue una reestructuración radical de la original. Posee un ritmo más lento en estilo blues rock, compás de 6/8, en un tono diferente, con diferentes acordes en el ocho del medio, y una larga introducción instrumental (con batería de B.J. Wilson, del grupo Procol Harum, y líneas de guitarra de Jimmy Page). Se utilizó como tema musical de apertura para la serie de televisión estadounidense The Wonder Years y es una de las canciones más famosas de Joe Cocker. Cocker puede ser visto cantando la canción en el festival de Woodstock de 1969 y se puede ver en el documental relacionado, "3 Days of Peace and Music".
El actor John Belushi alcanzó una gran popularidad a finales de los años 70 con una versión de la que hacía el propio Joe Cocker en el programa Saturday Night Live de la cadena estadounidense NBC y que le llevó a interpretar esta canción, antes de ser mundialmente reconocido, en el cumpleaños de Paul McCartney.

### Versión de Toto
La versión de Toto, la banda de rock estadounidense, fue interpretada durante la gira Kingdom Of Desire World Tour, en Holanda. Esta versión le rinde tributo al fallecido integrante de la banda Jeff Porcaro, fallecido en 1992.

#### Lista de canciones
| N.º | Título                                           | Duración |  |
| 1.  | «With a Little Help from My Friends (Live edit)» | 4:48     |  |
| 2.  | «Rosanna (Live)»                                 | 8:25     |  |
| 3.  | «With a Little Help from My Friends (Live)»      | 10:08    |  |